# Poppets Town
Poppets Town (stilizzato anche come PoppetsTown) è una serie televisiva animata per bambini canadese-spagnolo-giapponese prodotta da Decode Entertainment e Neptuno Films in associazione con OLC Rights Entertainment. Si basa sui personaggi creati dall'autore giapponese che ha creato per primo Poppets Town di Jun Ichihara dal 2004. La serie è andata in onda su Knowledge Kids e TVOKids in Canada. Lo spettacolo segue le avventure di Blooter e dei suoi migliori amici Patty e Bobby mentre risolvono i problemi quotidiani con gli altri amici a Poppets Town.
in Italia La serie è andata in onda su Playhouse Disney da 15 giugno 2009.

## Personaggi
- Blooter: è un cane antropomorfo blu che non indossa vestiti (ad eccezione del casco, del collare rosso e dello zaino). È intelligente, amichevole, divertente e ama guidare il suo scooter. Essendo il leader dei Poppets, è il migliore amico di Patty e Bobby. Gli piace anche fare il rapper.
- Patty: è una ragazza gatto antropomorfa gialla che indossa un vestito rosa con fiori chiari e una bandana blu al collo. Ama anche volare sul suo elicottero chiamato "Patter-Patter" e porta con sé un portatile quando i suoi amici hanno bisogno di maggiori informazioni. È l'unica bambola che sa tutto. Il suo strumento preferito è la batteria.
- Bobby: è un orso antropomorfo arancione che indossa una maglietta gialla a pois rosa, che chiama la sua "maglietta fortunata", e un cappello blu in testa. Ama anche guidare il suo furgone chiamato "clubhouse" e appende una macchina fotografica al collo quando scatta foto. Il suo strumento preferito è la chitarra.
- Alli: è un alligatore antropomorfo e jazzato che indossa una camicia a righe rosse e bianche, un cappello rosso in testa e porta gli occhiali. Lavora anche in un negozio di musica e guida un'auto a forma di coccinella. I suoi strumenti preferiti sono il sassofono, il pianoforte e la tastiera.
- Cocori': è una ragazza pollo antropomorfa che indossa una maglietta rosa e una sciarpa blu. Ha un casco rosso e indossa pattini a rotelle. Lavora anche in un bar e guida un'auto a forma di uovo, ma non la usa molto. Il suo hobby preferito è preparare frullati.
- Cozy: è una zebra antropomorfa a strisce rosse e bianche che non indossa vestiti. Le piace sorvegliare gli incroci e cavalca un cavallo di legno blu. Vive anche in una casa con un grande ferro di cavallo sul tetto.
- Cap: è una pecora antropomorfa che un tempo era un pirata e guidava una barca a forma di papera, dove viveva. Aveva molti amici pirati, ma non li frequenta più. È il più vecchio e saggio dei Poppet e ama raccontare a tutti le sue storie di pirati.
- Naka-Naka: sono un trio di fratelli scimmie antropomorfi. Sono in tre, Robin, Jojo e Nicky, che indossano una maglietta a righe, una sciarpa a nastro e un buffo cappello in testa. Vivono anche in una casa sull'albero e adorano guidare la loro macchinina a forma di banana. Il loro strumento preferito è il bongo.

## Personaggi e doppiatori
| Nome del personaggio | Doppiatore originale | Doppiatore italiano |
| -------------------- | -------------------- | ------------------- |
| Blooter              | Cory Doran           | Davide Garbolino    |
| Patty                | Bryn McAuley         | Serena Clerici      |
| Bobby                | Cameron Ansell       | Stefano Pozzi       |
| Alli                 | Martin Roach         | Antonello Governale |
| Cocori'              | Julie Lemieux        | Jenny De Cesarei    |
| Cozy                 | Adam Reid            | Matteo Zanotti      |
| Cap                  | Adam Reid            | Riccardo Peroni     |